# Беверсдорф, Уве
Уве Беверсдорф (нем. Uwe Bewersdorf; р. 4 ноября 1958 г.) — немецкий фигурист, выступавший в парном катании с Мануэлой Магер за ГДР (Восточная Германия). Беверсдорф начал кататься в 7 лет на катке в Дрездене, сначала называвшемся «Betriebs-Sportbund-Gemeinschaft Post Dresden», затем переименованном в «SC Einheit Dresden». Они с Магер в числе первых исполнили чистый выброс-риттбергер (в т.ч. на чемпионате мира 1978, в эти же годы этот выброс делали и советские пары). Как и у других пар из ГДР поддержки заметно проигрывали конкурентам (исполнялись только на обеих руках). Поскольку она закончила карьеру в 1980 году, Беверсдорфу пришлось сменить партнершу. Он объединился с Мариной Шульц (нем. Marina Schulz), однако из-за травм пара так и не смогла отобраться на сколько-нибудь важные соревнования. В настоящее время Беверсдорф работает бухгалтером в городе Баден-Вюртемберг.

## Достижения
(с Магер)
| Соревнование            | 1976-77 | 1977-78 | 1978-79 | 1979-80 |
| ----------------------- | ------- | ------- | ------- | ------- |
| Зимние Олимпийские игры |         |         |         | 3       |
| Чемпионаты мира         | 5       | 2       |         | 2       |
| Чемпионаты Европы       | 4       | 3       |         | 5       |
| Чемпионаты ГДР          | 1       | 1       |         | 2       |
| Nouvelles de Moscou     | 3       |         |         |         |